# Ermida de São Sebastião da Misericórdia
A Ermida de São Sebastião da Misericórdia ou Igreja da Santa Casa da Misericórdia de Canha é uma ermida situada na Rua do Castelo em Canha, Município de Montijo, em Portugal, no local onde terá sido o castelo do qual hoje não restam vestígios.
Foi erguida nos finais do séc. XV, princípios do séc. XVI. O altar da Capela-Mor possui um retábulo de talha dourada e colunas salomónicas que enquadra os painéis pintados que representam Santa Margarida de Cortona e São Martinho de Tours, do séc. XVII. Tem chão de madeira e três lápides sepulcrais do século XVII. No tecto está pintado o Escudo Nacional de D. Sebastião.